# Чауда (мыс)
Чауда (укр. Чауда, крымскотат. Çavda, Чавда) — мыс на южной оконечности Керченского полуострова, восточный край Феодосийского залива.
В 1888 году, после трагического кораблекрушения пассажирского парохода «Орест», был построен Чаудинский маяк.
Неподалёку от мыса Чауда археологи открыли древнее городище Казека.

## Название
Название «Чауда» происходит от крымскотатарского çavdar, что переводится как «рожь».

## География
Мыс замыкает с востока дугу Феодосийского залива. Расположен на юге Ленинского района Крыма, в 36 км к юго-востоку от Феодосии, в 62 км к юго-западу от Керчи. К востоку от мыса находится озеро Качик, к западу — бухта Маячная и мыс Солар. К северу от мыса расположен холм Анбулат-Оба. Через мыс протекает маловодная река Джапар-Берди.

## Полигон
С 2016 года на мысе располагается морской полигон Воздушно-космических сил России и ангар-лаборатория 2-го испытательного центра Минобороны России. Предназначен для проведения соревнований различного уровня и для испытаний новой техники.

## Геология
Мыс невысокий — 15-30 метров над уровнем моря, плоский, с обрывистыми берегами. Берег мыса Чауда сложен из мягких пород известняка-ракушечника, алевритов и серых водоупорных глин, срезанный активными блочными смещениями длиной 100—150 м.

## Природа
На Чауде произрастает большое количество различных растений, в том числе орхидеи и тюльпаны двуцветковые, занесенные в Красную книгу Украины. Здесь гнездятся редкие дрофа и стрепет, а также эндемичная пчела мелитта Будашкина, включённая в Красную книгу Крыма.
На площади 5 га в 1964 году создан геологический памятник природы местного значения «Мыс Чауда», а в 1972 году на 3 км вдоль побережья — полосой 300 м — гидрологический памятник природы местного значения «Прибрежно-аквальный комплекс у мыса Чауда» (90 га).

## Археология
В 1954 году во время разведок на мысе Чауда под руководством И. Т. Кругликовой были найдены и исследованы остатки древнего городища площадью 12 га с артефактами античной эллинской и салтово-маяцкой культур; исследователи считают, что здесь был город, известный из античных источников как Казека. Также найдены четыре стоянки древнего человека эпохи мезолита и неолита в урочище Чёрная балка.
В песках и ракушечнике древней террасы, лежащем на высоте 20 м над уровнем моря, можно увидеть многочисленные окаменевшие раковины моллюсков древнего Чаудинского моря.